# Tršnice
Tršnice (německy Tirschnitz) jsou vesnice, část města Cheb v okrese Cheb v Karlovarském kraji. Leží čtyři kilometry severně od Chebu.

## Historie
Tršnice byly založeny v době kolonizace klášterem ve Waldsassenu. První písemná zmínka pochází z roku 1355, kdy je od waldsassenského kláštera odkoupil Albrecht Notthafft z Thiersteinu.[zdroj⁠?!] Jiné zdroje uvádí první písemnou zmínku až z roku 1394.
V roce 1933 měla 633 obyvatel.

## Obyvatelstvo
Při sčítání lidu v roce 1921 zde žilo 383 obyvatel, z nichž byli dva Čechoslováci, 374 bylo Němců a sedm bylo cizozemců. K římskokatolické církvi se hlásilo 382 obyvatel, jeden k církvi evangelické.
| Rok            | 1869 | 1880 | 1890 | 1900 | 1910 | 1921 | 1930 | 1950 | 1961 | 1970 | 1980 | 1991 | 2001 | 2011 | 2021 |
| -------------- | ---- | ---- | ---- | ---- | ---- | ---- | ---- | ---- | ---- | ---- | ---- | ---- | ---- | ---- | ---- |
| Počet obyvatel | 117  | 159  | 195  | 257  | 384  | 383  | 352  | 170  | 176  | 148  | 128  | 103  | 139  | 125  | 109  |
| Počet domů     | 11   | 17   | 20   | 24   | 29   | 30   | 29   | 30   | 19   | 19   | 17   | 19   | 19   | 23   | 26   |

## Obecní správa
Při sčítání lidu v letech 1850–1909 Tršnice byly osadou obce Třebeň v okrese Cheb.
V letech 1910–1975 byly samostatnou obcí v okrese Cheb. Od 1. ledna 1976 jsou částí města Cheb ve stejnojmenném okrese. V letech 1910–1975 k obci patřily Dlouhé Mosty, Doubí a Jindřichov.

## Doprava
Tršnice jsou důležitým železničním uzlem. V roce 1870 zdeb bylo postaveno nádraží na trati Karlovy Vary – Cheb a v roce 1900 se stalo nádraží také součástí tratě 146. Trať 146 začala být budována v roce 1898. Nádraží v Tršnicích je velmi rozsáhlé. Zasahuje až na území sousední vesnice Doubí.

## Pamětihodnosti
Pravěké osídlení okolní krajiny dokládá existence památkově chráněného sídliště osídleného v mezolitu a v mladší době bronzové. Nacházelo se na mírném jihovýchodním až východním svahu nad rozhraním vesnice a areálu železniční stanice.

## Turistika
Oblíbená je zde vodní turistika. Tršnice leží u řeky Ohře a jsou častým místem, odkud vodáci začínají Ohři sjíždět. Tršnicemi prochází 10 kilometrová cyklistická trasa č. 2069 z Chebu na Soos.

## Další fotografie

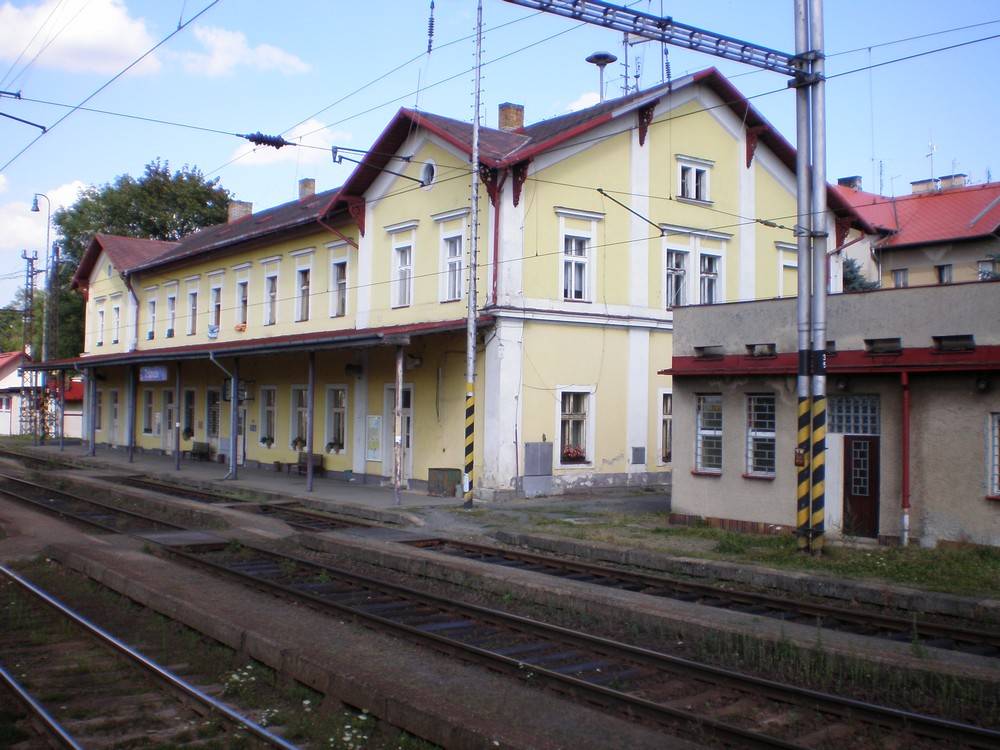
Nádraží
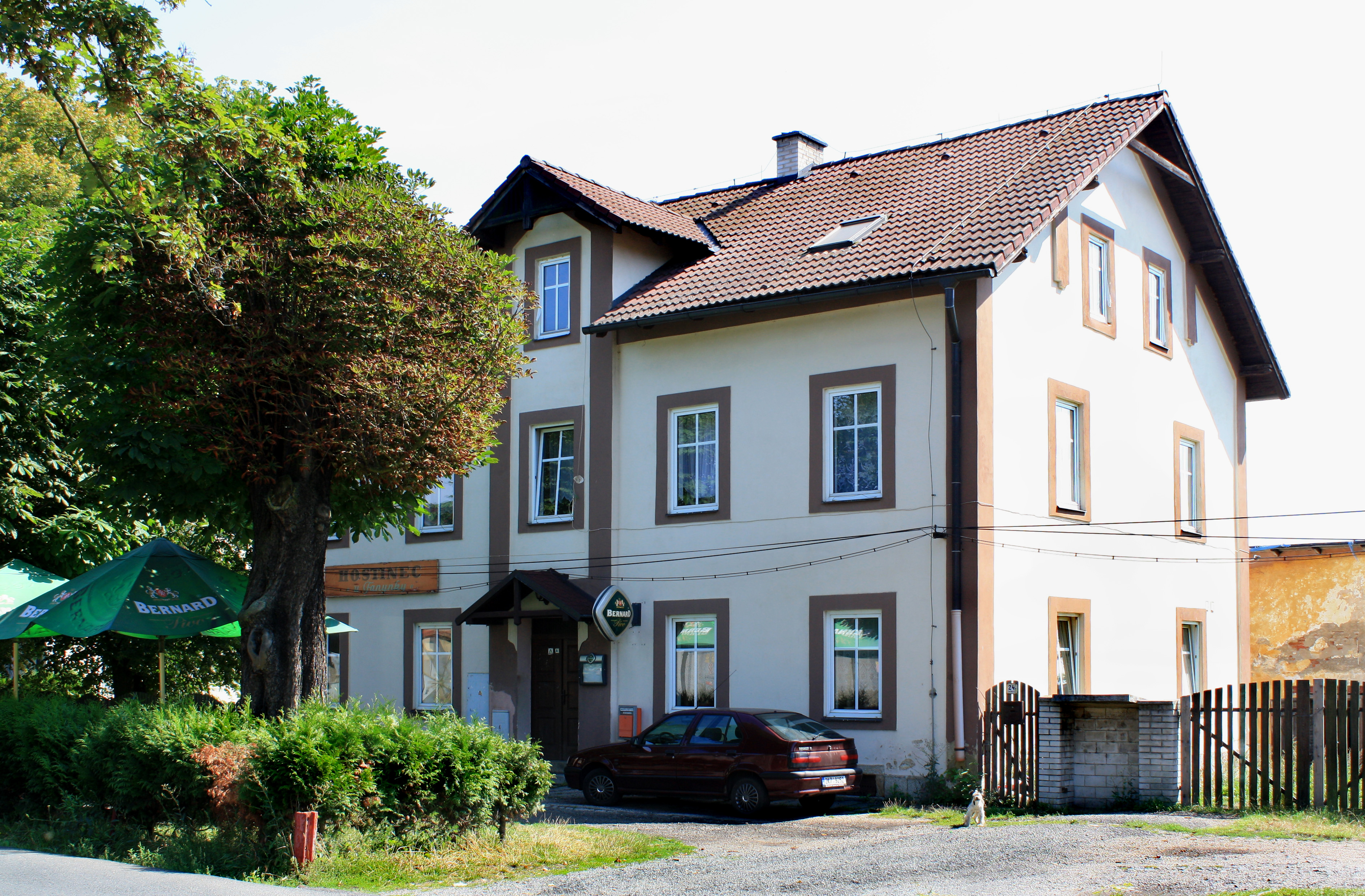
Hospoda u nádraží